# Eduardo Mc Loughlin
Eduardo Francisco Mc Loughlin (Venado Tuerto, 13 de mayo de 1918-Buenos Aires, 9 de enero de 1998) fue un militar, diplomático y político argentino, perteneciente a la Fuerza Aérea. Fue ministro de Aeronáutica entre abril y agosto de 1957; secretario de Aeronáutica entre 1962 y 1963; embajador extraordinario y plenipotenciario en el Reino Unido entre 1966 y 1970; ministro del Interior entre junio y noviembre de 1970; y ministro de Relaciones Exteriores y Culto entre 1972 y 1973.

## Biografía
Eduardo Mc Loughlin nació en Venado Tuerto, provincia de Santa Fe, el 13 de mayo de 1918.
Se unió a la Fuerza Aérea en 1937 y en 1943 se graduó como aviador de la Escuela de Aviación Militar. En 1946 es destacado en la unidad de adquisiciones de la Fuerza Aérea en Europa, más tarde es designado agregado en la embajada de Argentina en Londres.
Con fecha 1 de enero de 1955, fue designado edecán del presidente de la Nación (Decreto N.º 21 317 del 16 de diciembre de 1954). Tras la caída de Perón —en septiembre de 1955—, fue cesado en sus funciones por el presidente provisional (de facto) Eduardo Lonardi.
En 1955 renuncia a su cargo de asesor presidencial y se une a las fuerzas golpistas en Córdoba. En 1956, fue agregado en Washington D. C.
En 1957, asumió el cargo de ministro secretario en el Departamento de Aeronáutica; en el mismo año, presentó su renuncia, la que fue aceptada por Aramburu por medio del Decreto N.º 9162 del 7 de agosto de 1957 (publicado el 13 de agosto).
Entre el 17 de diciembre de 1962 y el 15 de octubre de 1963, se desempeñó como secretario de Estado de Aeronáutica.
Durante la crisis de los Azules y Colorados de abril de 1963, el brigadier Mc Loughlin puso al Comando en Jefe de la Fuerza Aérea y la mayoría de las unidades al lado del bando azul —conformado por el Ejército—, en detrimento de la Armada, en su mayoría colorada.
Fue embajador extraordinario y plenipotenciario en el Reino Unido a partir del 4 de noviembre de 1966.
Fue designado ministro del Interior por el presidente de facto Levingston por el Decreto N.º 1 (rubricado el 18 de junio de 1970 y publicado el 29 del mismo mes y año). El 31 de julio de 1970 renunció como embajador y, el 19 de agosto del mismo año, tomó posesión del cargo de ministro.
Por el Decreto N.º 65 del 24 de junio de 1970 (publicado el 21 de octubre del mismo año), se hizo cargo temporalmente del Ministerio de Relaciones Exteriores y Culto. El 15 de septiembre, volvió a estar designado interinamente en la misma cartera.
Estuvo a cargo interinamente del Ministerio de Economía y Trabajo por el Decreto N.º 1279 del 21 de septiembre de 1970.
El 22 de junio de 1972, asumió el puesto de ministro de Relaciones Exteriores y Culto, en el gobierno de Alejandro Agustín Lanusse. El 2 de octubre de 1972, tomó posesión en el cargo.
Falleció en Buenos Aires el 9 de enero de 1998.